# Bauxit

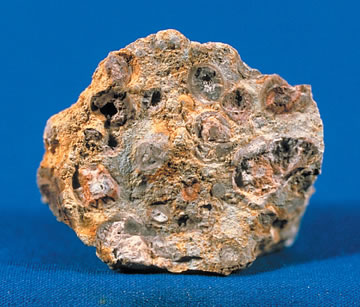
Bauxit.

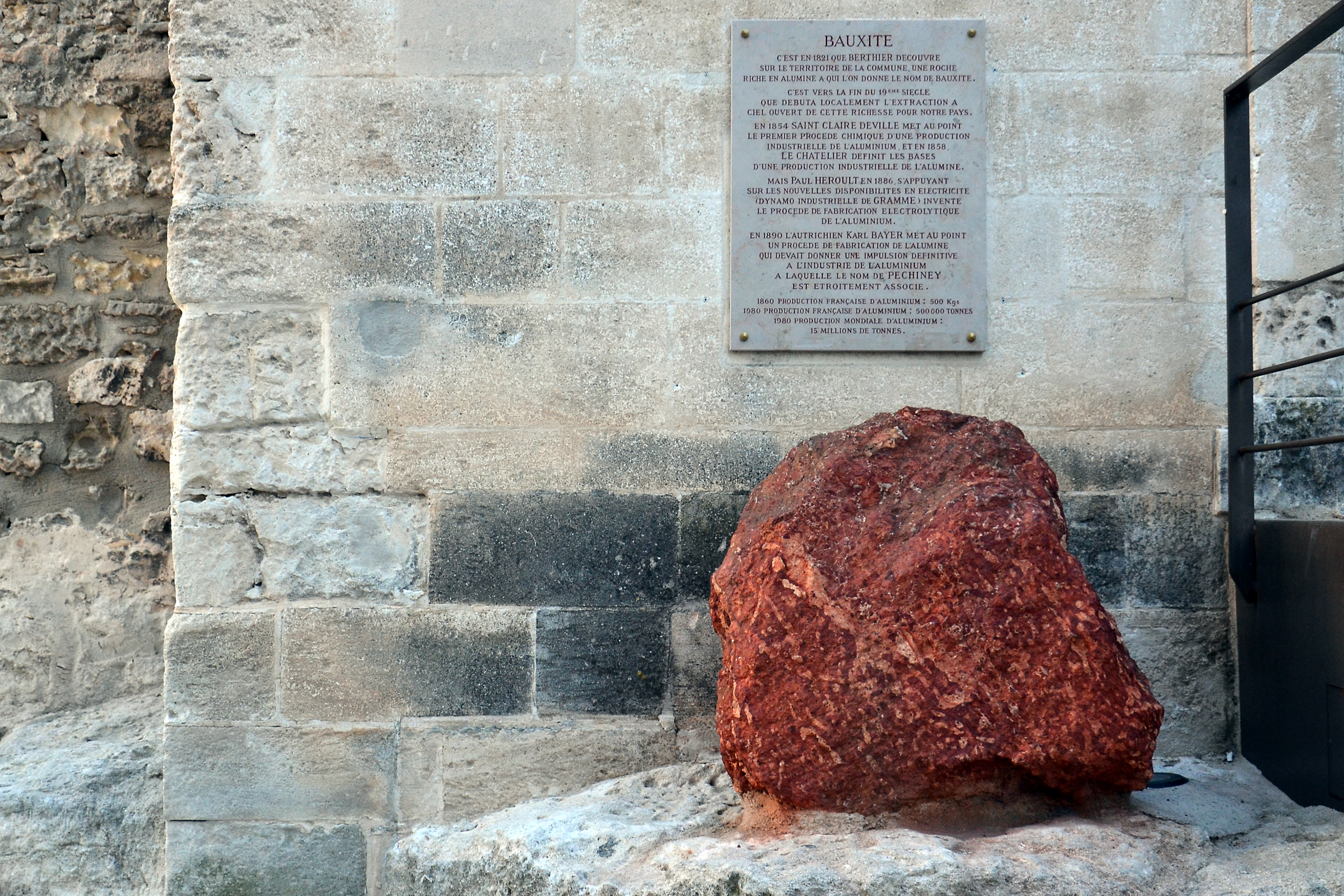
Bauxit, Les Baux-de-Provence, Frankrike.

Bauxit, med kemiska formeln AlOx(OH)3∓2x, från franskans bauxite efter att först ha hittats i Les Baux-de-Provence i södra Frankrike, är en lerliknande, rödbrun jord- eller bergart med korniga eller leriga massor, ur vilken aluminium, koppar och järn kan utvinnas. Jordarten består huvudsakligen av aluminiumhydroxidmineraler som innehåller järnsalter, såsom böhmit, diaspor eller gibbsit.
Bauxit är en mycket vanlig jordart. Den bildas av olika bergarter, såsom granit som innehåller mycket aluminium och inte järn som många tror, vittrar sönder och blandas ihop till en aluminiumhaltig lera. Vittringen kallas för lateritbildning, och där förs de flesta beståndsdelarna i bergarten bort med grundvattnet. Bauxiten är ett svårlösligt aluminiumhydroxid, och är då en rest när övriga mineraler förts bort. Bauxit innehåller mellan 25 och 55 viktprocent av aluminium. Det innehåller även några få procent kisel, järn och titan. 1990 var utvinningen av bauxit på 115 miljoner ton. Det förekommer bland annat i Västafrika och i Sydamerika och i Australien; främst i tropiska och subtropiska områden. Australien står för ungefär 31 procent av utvinningen. Bauxit används till framställning av aluminium och föreningar med aluminium, samt vid tillverkning av högeldfasta lergods.

## Produktionstrender

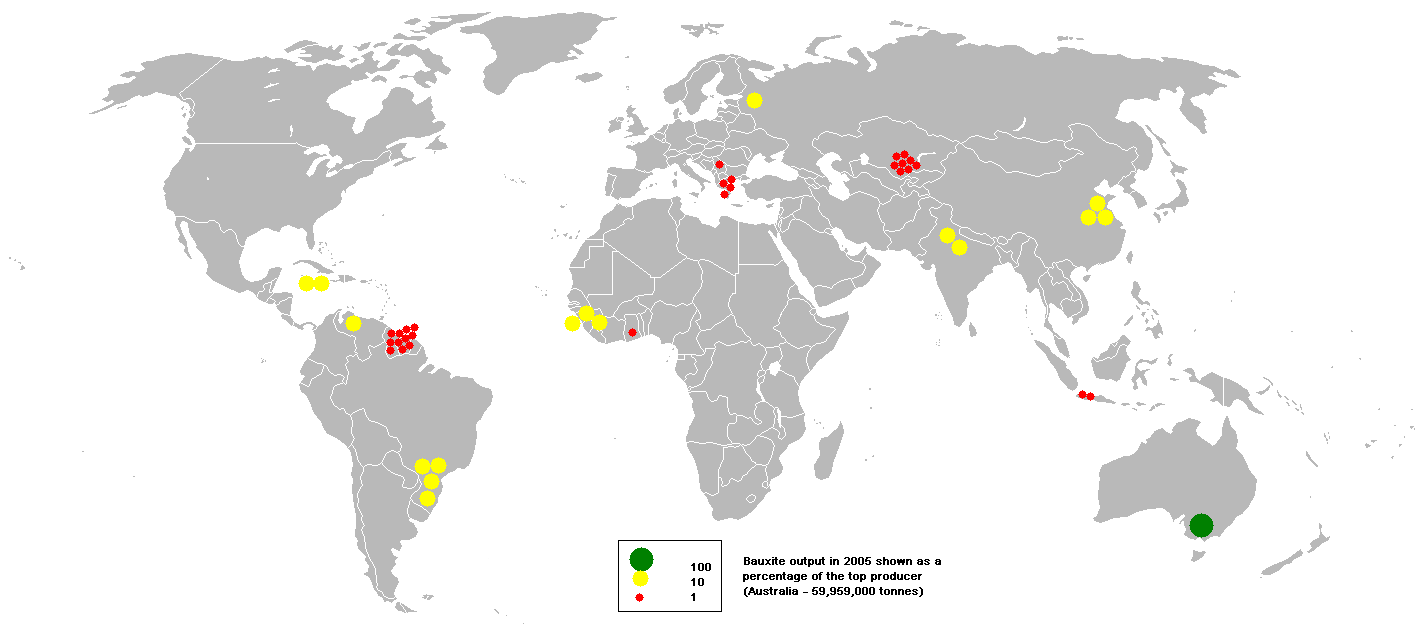
Bauxitproduktion 2005.

2007 var Australien en av topproducenterna av bauxit med omkring en tredjedel av världsproduktionen, följt av Kina, Brasilien, Guinea och Indien. Även om efterfrågan på aluminium snabbt ökar är de hittills kända bauxitmalmsreserverna tillräckliga för att klara av världens efterfrågan på aluminium i flera hundra år. Samtidigt medför en ständigt ökande grad av återvinning av aluminium, vilket främst görs för att minska elförbrukningen vid aluminiumtillverkning, att de kända bauxitreserverna kommer att räcka mycket längre än man tidigare trott.
| Land                             | Gruvproduktion | Gruvproduktion    | Reserver  | Reservgrund |
| Land                             | 2007           | 2008 (Uppskattat) | Reserver  | Reservgrund |
| -------------------------------- | -------------- | ----------------- | --------- | ----------- |
| Guinea                           | 18 000         | 18 000            | 7 400 000 | 8 600 000   |
| Australien                       | 62 400         | 63 000            | 5 800 000 | 7 900 000   |
| Vietnam                          | 30             | 30                | 2 100 000 | 5 400 000   |
| Jamaica                          | 14 600         | 15 000            | 2 000     | 2 500 000   |
| Brasilien                        | 24 800         | 25 000            | 1 900 000 | 2 500 000   |
| Indien                           | 19 200         | 20 000            | 770 000   | 1 400 000   |
| Guyana                           | 1 600          | 1 600             | 700 000   | 900 000     |
| Kina                             | 30 000         | 32 000            | 700 000   | 2 300 000   |
| Grekland                         | 2 220          | 2 200             | 600 000   | 650 000     |
| Surinam                          | 4 900          | 4 500             | 580 000   | 600 000     |
| Kazakstan                        | 4 800          | 4 800             | 360 000   | 450 000     |
| Venezuela                        | 5 900          | 5 900             | 320 000   | 350 000     |
| Ryssland                         | 6 400          | 6 400             | 200 000   | 250 000     |
| USA                              | – a)           | – a)              | 20 000    | 40 000      |
| Iran                             | –              | 500               | –         | –           |
| Andra länder                     | 7 150          | 6 800             | 3 200 000 | 3 800 000   |
| Totalt i hela världen (avrundat) | 202 000        | 205 000           | 27 000    | 38 000      |

a) USA:s gruvbrytning nästan obefintlig.